# Adiustacja (metrologia)
Adiustacja – czynność mająca na celu doprowadzenie przyrządu pomiarowego do stanu działania odpowiadającego jego przeznaczeniu. Adiustacja może być automatyczna, półautomatyczna lub ręczna.